# 双截龙III 罗塞塔之石
《双截龙III 罗塞塔之石》是1991年在红白机推出的横向卷轴清版动作游戏。游戏为双截龙系列第三款红白机游戏，由Technos Japan开发。游戏零散改编自街机版《双截龙3 罗塞塔之石》，但并非移植版，而是同期开发的平行项目。

## 英文版翻譯問題
雖然李比利（Billy Lee）的名字在遊戲的大部分時間，即使在單人模式的開場畫面都拼寫正確，但是在雙人模式當和李吉米（Jimmy Lee）的第一個開場畫面上一起出現時，將Billy的名字拼寫為“Bimmy”。“Bimmy”這個錯誤的名字通常歸因於翻譯錯誤，不過英文版劇情不是從日語原文直接翻譯，主要原因是故事劇情在本地化過程中發生了變化。在日本紅白機版本宣傳海報中加入原始開場畫面文本進行了更直接的英文翻譯，正確拼寫了Billy的名稱。“Bimmy”亦是2012年由WayForward開發的《雙截龍 霓虹》中敵人角色“Bimmy 'n' Jammy”的靈感來源，這是李比利與李吉米兄弟的變形克隆人，他們的介紹性標語被描述為「誤譯的變種人」。